# 2002年至2003年NBA赛季
2002-03赛季是NBA第57个赛季，圣安东尼奥马刺队4:2击败新泽西网获得总冠军。

## 值得关注的事情
- 黄蜂队由北卡罗来纳州夏洛特搬到路易斯安那州新奥尔良。两年后夏洛特又迎来了一支新的NBA球队夏洛特山猫。

- 圣安东尼奥马刺队使用他们的新主场SBC中心。

- 2003年NBA全明星赛在佐治亚州亚特兰大的飞利浦竞技场进行，在这场NBA历史上耗时最长的全明星对抗赛中，西部明星队通过两个加时155-145击败东部明星队。文斯·卡特把东部首发位置让给了最后一次参赛的传奇球星迈克尔·乔丹，MVP由明尼苏达森林狼队的凯文·加内特获得。

- 迈克尔·乔丹第三次也是最后一次宣布退役，2003年4月16日，他在费城打完职业生涯的最后一场比赛。

- The NBA on ABC在时隔29年后重新取代The NBA on NBC。

- NBA历史上首次由两支前ABA球队进行最后的总冠军争夺。

- 季后赛首轮由五场三胜制改为七场四胜制。

- NBA总决赛收视创历史最低记录。

## 成绩

### 东部联盟
| 球队                | 胜 | 负 | 胜率 | 落后场次 |
| ------------------- | -- | -- | ---- | -------- |
| 新泽西网（2）       | 49 | 33 | .598 | -        |
| 费城76人（4）       | 48 | 34 | .585 | 1        |
| 波士顿凯尔特人（6） | 44 | 38 | .537 | 5        |
| 奥兰多魔术（8）     | 42 | 40 | .512 | 7        |
| 华盛顿巫師          | 37 | 45 | .451 | 12       |
| 纽约尼克斯          | 37 | 45 | .451 | 12       |
| 迈阿密热火          | 25 | 57 | .305 | 24       |

| 球队                | 胜 | 负 | 胜率 | 落后场次 |
| ------------------- | -- | -- | ---- | -------- |
| 底特律活塞（1）     | 50 | 32 | .610 | -        |
| 印第安那步行者（3） | 48 | 34 | .585 | 2        |
| 新奥尔良黄蜂（5）   | 47 | 35 | .573 | 3        |
| 密尔沃基雄鹿（7）   | 42 | 40 | .512 | 8        |
| 亚特兰大鹰          | 35 | 47 | .427 | 15       |
| 芝加哥公牛          | 30 | 52 | .366 | 20       |
| 多伦多猛龙          | 24 | 58 | .293 | 26       |
| 克里夫兰骑士        | 17 | 65 | .207 | 33       |

### 西部联盟
| 球队                | 胜 | 负 | 胜率 | 落后场次 |
| ------------------- | -- | -- | ---- | -------- |
| 圣安东尼奥马刺（1） | 60 | 22 | .732 | -        |
| 達拉斯獨行俠（3）   | 60 | 22 | .732 | -        |
| 明尼苏达森林狼（4） | 51 | 31 | .622 | 9        |
| 犹他爵士（7）       | 47 | 35 | .573 | 13       |
| 休斯顿火箭          | 43 | 39 | .524 | 17       |
| 孟菲斯灰熊          | 28 | 54 | .341 | 32       |
| 丹佛掘金            | 17 | 65 | .207 | 43       |

| 球队                | 胜 | 负 | 胜率 | 落后场次 |
| ------------------- | -- | -- | ---- | -------- |
| 萨克拉门托国王（2） | 59 | 23 | .720 | -        |
| 洛杉矶湖人（5）     | 50 | 32 | .610 | 9        |
| 波特兰开拓者（6）   | 50 | 32 | .610 | 9        |
| 菲尼克斯太阳（8）   | 44 | 38 | .537 | 15       |
| 西雅图超音速        | 40 | 42 | .488 | 19       |
| 金州勇士            | 38 | 44 | .463 | 21       |
| 洛杉矶快船          | 27 | 55 | .329 | 32       |

|  | 赛区冠军 |

|  | 进入季后赛 |

(1)-（8）种子排名

## 个人数据统计
| -            | 球员              | 球队           | -     |
| 平均每场得分 | 特雷西·麦克格雷迪 | 奥兰多魔术     | 32.1  |
| 平均每场篮板 | 本·华莱士         | 底特律活塞     | 15.4  |
| 平均每场助攻 | 贾森·基德         | 新泽西网       | 8.9   |
| 平均每场抢断 | 阿伦·艾佛森       | 费城76人       | 2.7   |
| 平均每场盖帽 | 西奥·拉特利夫     | 亚特兰大鹰     | 3.2   |
| 投篮命中率   | 埃迪·科里         | 芝加哥公牛     | 58.5% |
| 罚篮命中率   | 阿伦·休斯顿       | 纽约尼克斯     | 91.9% |
| 三分命中率   | 布鲁斯·鲍文       | 圣安东尼奥马刺 | 44.1% |

## NBA奖项
- 最有价值球员：蒂姆·邓肯（圣安东尼奥马刺）
- 最佳新秀：阿玛尔·斯塔德迈尔（菲尼克斯太阳）
- 最佳防守球员：本·华莱士（底特律活塞）
- 最佳第六人：鲍比·杰克逊（萨克拉门托国王）
- 进步最快球员：吉尔伯特·阿瑞纳斯（金州勇士）
- 最佳教练：格雷格·波波维奇（圣安东尼奥马刺）

NBA最佳第一阵容：
- 前锋-凯文·加内特（明尼苏达森林狼）
- 前锋-蒂姆·邓肯（圣安东尼奥马刺）
- 中锋-沙奎尔·奥尼尔（洛杉矶湖人）
- 后卫-科比·布莱恩特（洛杉矶湖人）
- 后卫-特雷西·麦克格雷迪（奥兰多魔术）

NBA最佳第二阵容：
- 前锋-德克·诺维斯基（達拉斯獨行俠）
- 前锋-克里斯·韦伯（萨克拉门托国王）
- 中锋-本·华莱士（底特律活塞）
- 后卫-贾森·基德（新泽西网）
- 后卫-阿伦·艾佛森（费城76人）

NBA最佳第三阵容：
- 前锋-保罗·皮尔斯（波士顿凯尔特人）
- 前锋-贾马尔·马什本（新奥尔良黄蜂）
- 中锋-杰梅因·奥尼尔（印第安那步行者）
- 后卫-史蒂芬·马布里（菲尼克斯太阳）
- 后卫-史蒂夫·纳什（達拉斯獨行俠）

NBA最佳防守第一阵容：
- 蒂姆·邓肯（圣安东尼奥马刺）
- 凯文·加内特（明尼苏达森林狼）
- 本·华莱士（底特律活塞）
- 道格·克里斯蒂（萨克拉门托国王）
- 科比·布莱恩特（洛杉矶湖人）

NBA最佳防守第二阵容：
- 罗恩·阿泰斯特（印第安那步行者）
- 布鲁斯·鲍文（圣安东尼奥马刺）
- 沙奎尔·奥尼尔（洛杉矶湖人）
- 贾森·基德（新泽西网）
- 埃里克·斯诺（费城76人）

NBA最佳新秀阵容：
- 姚明（休斯顿火箭）
- 阿玛尔·斯塔德迈尔（菲尼克斯太阳）
- 卡龙·巴特勒（迈阿密热火）
- 德鲁·古登（奥兰多魔术）
- 内内（丹佛掘金）

NBA最佳新秀第二阵容：
- 马努·吉诺比利（圣安东尼奥马刺）
- 戈登·吉里塞克（奥兰多魔术）
- 卡洛斯·布泽尔（克里夫兰骑士）
- 杰伊·威廉姆斯（芝加哥公牛）
- J·R·布雷默（波士顿凯尔特人）